# Berchemiella wilsonii
Berchemiella wilsonii là một loài thực vật có hoa trong họ Táo. Loài này được Camillo Karl Schneider mô tả khoa học đầu tiên năm 1914 dưới danh pháp Chaydaia wilsonii theo mẫu vật số 3388 thu thập tháng 7 năm 1907 trong bụi rậm ở cao độ 1.300 m tại huyện Hưng Sơn, tỉnh Hồ Bắc. Năm 1923 Takenoshin Nakai chuyển nó sang chi Berchemiella.
Tại Trung Quốc nó được gọi là 小勾儿茶 (tiểu câu nhi trà).

## Phân bố
Loài này được tìm thấy tại các tỉnh An Huy, tây Hồ Bắc, Chiết Giang. Môi trường sống là rừng trên núi và trong thung lũng; cao độ 500-1.500 m.

## Mô tả
Cây bụi lá sớm rụng, cao 3–6 m. Các cành con màu nâu, nhẵn nhụi, với các lỗ bì hình hạt đậu dày đặc, dễ thấy và các khe nứt dọc; các cành già màu xám. Lá kèm hình tam giác rộng, mặt xa trục hợp sinh, bao quanh nụ; cuống lá 4–5 mm, nhẵn nhụi hoặc có lông; phiến lá mặt gần trục màu trắng xám, hình elip, 7-10 × 3–5 cm, dạng giấy, mặt xa trục rậm lông tơ hoặc các nách gân có râu, mặt gần trục nhẵn nhụi, gân bên 8-10 đôi, đáy thuôn tròn, không đối xứng, đỉnh tù, có mấu nhọn nhỏ. Cụm hoa ~3,5 cm, nhẵn nhụi. Hoa màu ánh xanh lục, nhẵn nhụi, trong các cành hoa dạng xim đầu cành hoặc một ít ở các xim hoa nách lá; nụ hoa hình cầu, đường kính ~1,5 mm, ngắn hơn cuống hoa. Ống đài hình chén; các thùy hình tam giác, mặt gần trục hơi gồ lên với mỏ nhỏ ở đáy. Cánh hoa hình trứng ngược rộng, rất ngắn, ~1 mm, đỉnh có khía, có nắp. Đĩa hoa mỏng, lót ống đài, hơi dày ở mép và nổi rõ. Bầu nhụy hình cầu, được bao quanh ở đáy nhưng không chìm vào trong đĩa hoa; vòi nhụy hình trụ, ngắn, không phân chia; đầu nhụy hình đầu, 2 hoặc 3 thùy khác biệt. Quả khi non màu đỏ, lúc chín gần như đen, hình trụ đến hơi hình trứng ngược. Ra hoa tháng 7, tạo quả tháng 8-9.

## Các thứ
- Berchemiella wilsonii var. wilsonii: Nguyên chủng.
- Berchemiella wilsonii var. pubipetiolata H.Qian, 2007 (danh pháp công bố năm 1988 là nom. inval.):[6] An Huy, Chiết Giang.